# Asia Motors
Asia Motors Co. Ltd., (en Coréen: 아시아자동차), était un constructeur automobile sud-coréen, créé le 2 juillet 1965, racheté en 1976 par Kia Motors. En 1997, Kia est déclaré en banqueroute et est racheté le 29 mars 1999 par son principal concurrent, Hyundai Motor.

## Histoire

### Contexte
En 1962, dans le cadre des mesures visant à se conformer à son premier plan quinquennal de développement économique, le gouvernement sud-coréen adopte une loi exonérant de taxes les pièces importées pour assembler localement les voitures CKD,.

### Asia Motors
Grâce à ces incitations gouvernementales, la société Asia Motor Industries est fondée le 2 juillet 1965 à Gwangju (ou Kwangju) avec le soutien financier du groupe italien Fiat S.p.A., de l'entrepreneur Lee Mun-hwan, et de Kia Motors avec 28,28 % du capital.
À l'origine, à partir de 1965, l'entreprise a fabriqué des véhicules militaires, des camions et des autobus, mais elle entame rapidement des négociations avec le géant italien Fiat, un de ses parrains et actionnaires qui ont créé la société, pour obtenir une licence de production pour un modèle de voiture. En mars 1970, elle fait ses premiers pas dans la construction automobile avec la fabrication sous licence de la Fiat 124,. Les modèles suivants d'Asia Motors s'en inspireront tous très fortement.
Les dirigeants de la société se révèlent très vite dépassés et leur mauvaise gestion va entraîner, en 1969, le sauvetage de la société par le groupe sidérurgique coréen Dongkuk Steel.
En 1973, le gouvernement sud-coréen lance un plan visant à promouvoir la production de voitures à bas prix destinées à l'exportation. Asia Motors ne parvient pas à satisfaire aux conditions du plan et perd ses permis d'assemblage automobile, et est revendue à Kia en 1976 le gouvernement promettant à Kia, en échange, un monopole sur la production de véhicules militaires pour la Corée du Sud. En 1978, Asia Motors (Hyundai) signe un accord avec le constructeur automobile japonais Hino Motors afin de réaliser des économies d'échelle sur les modèles à faible volume.
Hyundai, après avoir racheté Asia Motors en 1976, abandonne la marque Asia en 1999. Le nom « Asia Motors » existe toujours en Australie mais comme distributeur indépendant : Asia Motors Australia qui distribue d'autres produits.

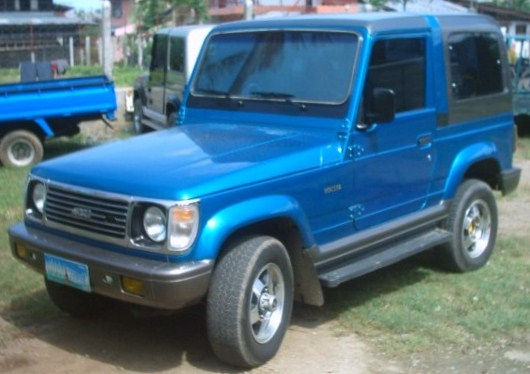
Asia Rocsta

La remplaçante de la Rocsta, la Retona, est vendue sous la marque Kia.
En 1990, Asia Motors débute la production de la Kia K111, une copie de la Jeep américaine, baptisée Asia Rocsta, remplacée par la Kia Retona, basée sur la Kia KM131/KM420 militaire, en 1998.

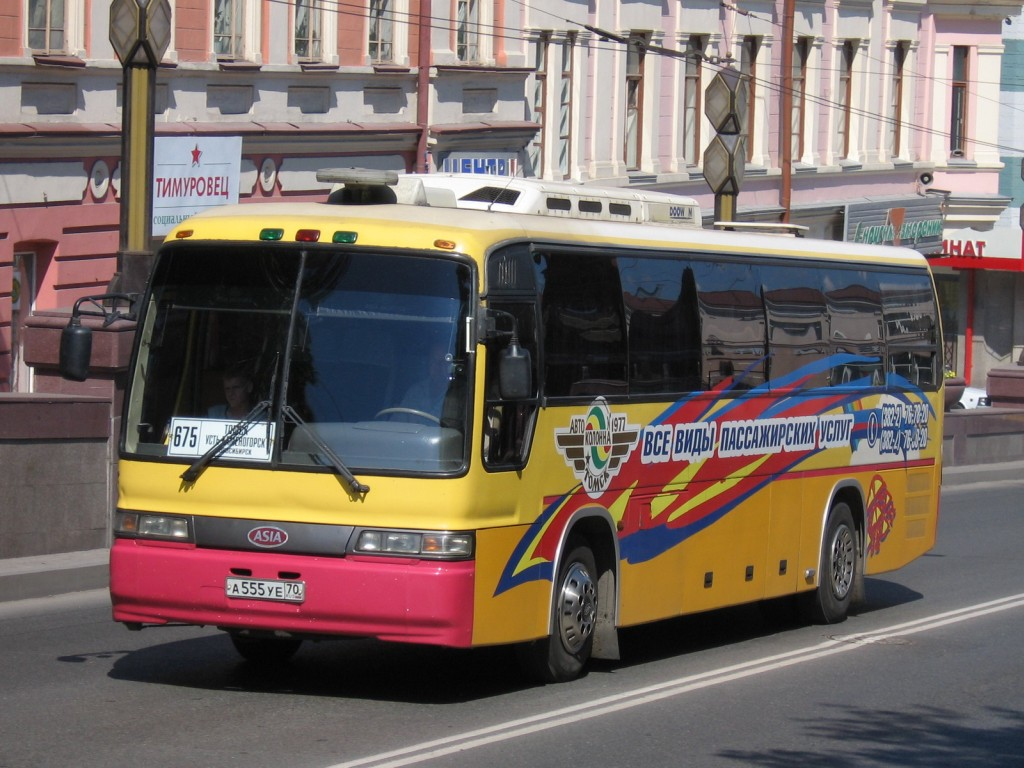
Kia/asia Motors Granbird

## L'aventure brésilienne
En 1994, un importateur indépendant brésilien de voitures asiatiques fonde la société Asia Motors do Brasil. Après un petit succès commercial dans la vente de modèles coréens au Brésil, en 1996, la société obtient du gouvernement brésilien, des exonérations fiscales pour les véhicules importés pour faciliter la construction d'une usine d'assemblage à Camaçari. La construction de l'usine n'a jamais été achevée et les impôts impayés ont empêché Hyundai, la société mère de Kia, jusqu'en 2012, de construire une usine dans le pays. En 2012, la justice brésilienne a jugé que Hyundai n'était pas tenu de payer ces taxes, n'ayant aucun lien avec l'importateur. La première usine appartenant à Hyundai au Brésil a été ouverte en 2012 à Piracicaba, après avoir produit uniquement le HB20 (y compris la berline HB20S et les versions tout-terrain HB20X) et le Creta, tandis que les véhicules Kia commercialisés au Brésil sont tous importés de Corée du Sud et d'Uruguay.

## Production

### Voitures/SUV
- Fiat 124 (1970-75 - 6 775 exemplaires)
- Fiat 132 (1979-81 - 4 759 ex.)
- Peugeot 604 (1979-81 - 381 ex.)
- Asia Rocsta
- Asia Retona

### Vans & fourgonnettes

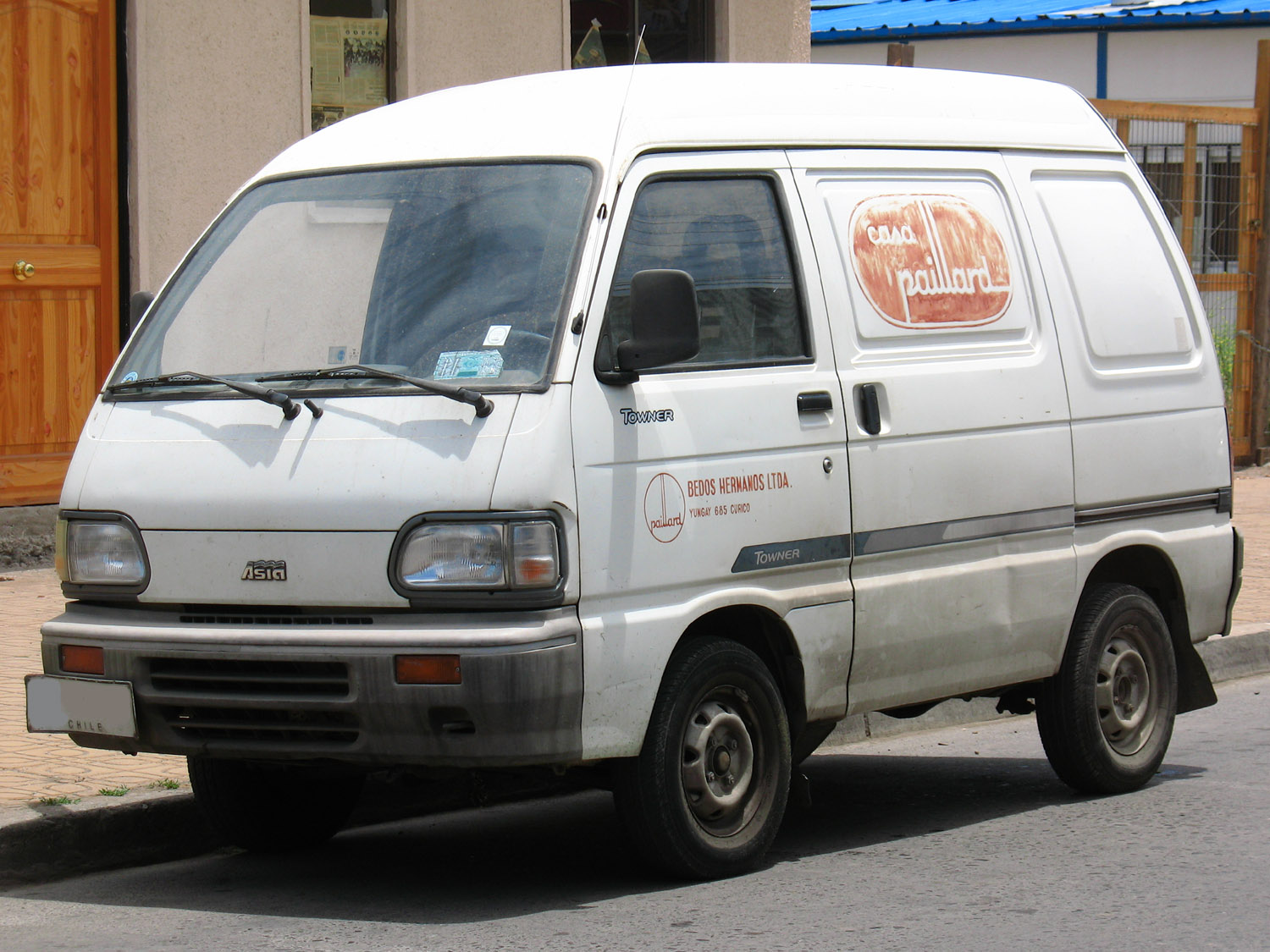
Asia Towner (1991-2002)

- Asia Towner
- Kia Bongo

### Mini/Midibus & Autobus

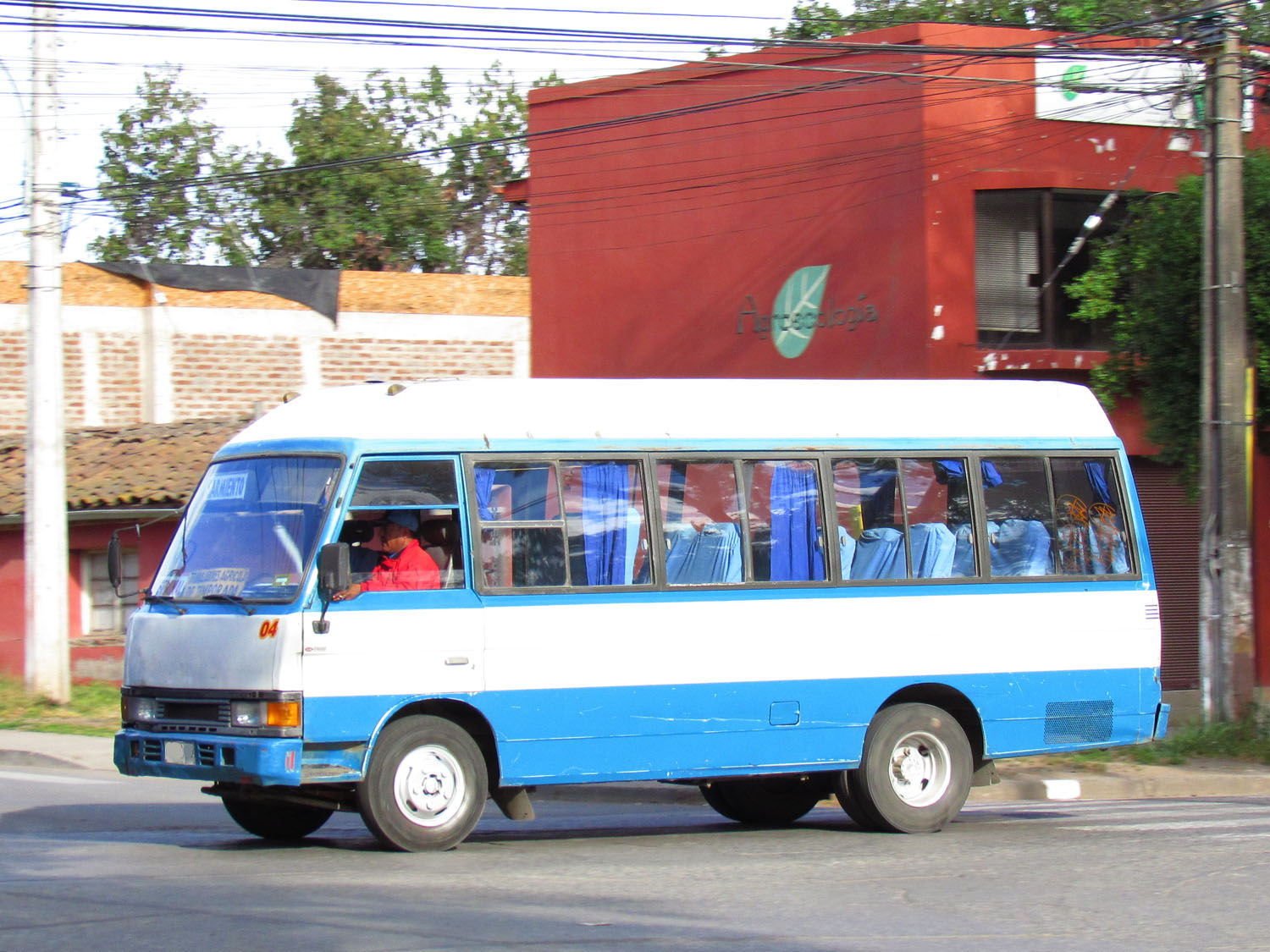
Asia AM 815 Combi (MY 1993)

- ASia Combi midibus 24 places (1983-2002)
- Asia ACO76N midibus (1980-87)
- Asia Séries AM 707, 807, 808, 907, 908, 917, 918, 919, 927, 928, 929, 937, 938, 939,
- AM818 (Cosmos)
- Asia Topic minibus (1987-2000).

### Autocars
- Kia Granbird / AM937 / AM928 (autobus urbain), AM929, AM939, AM949

### Camions

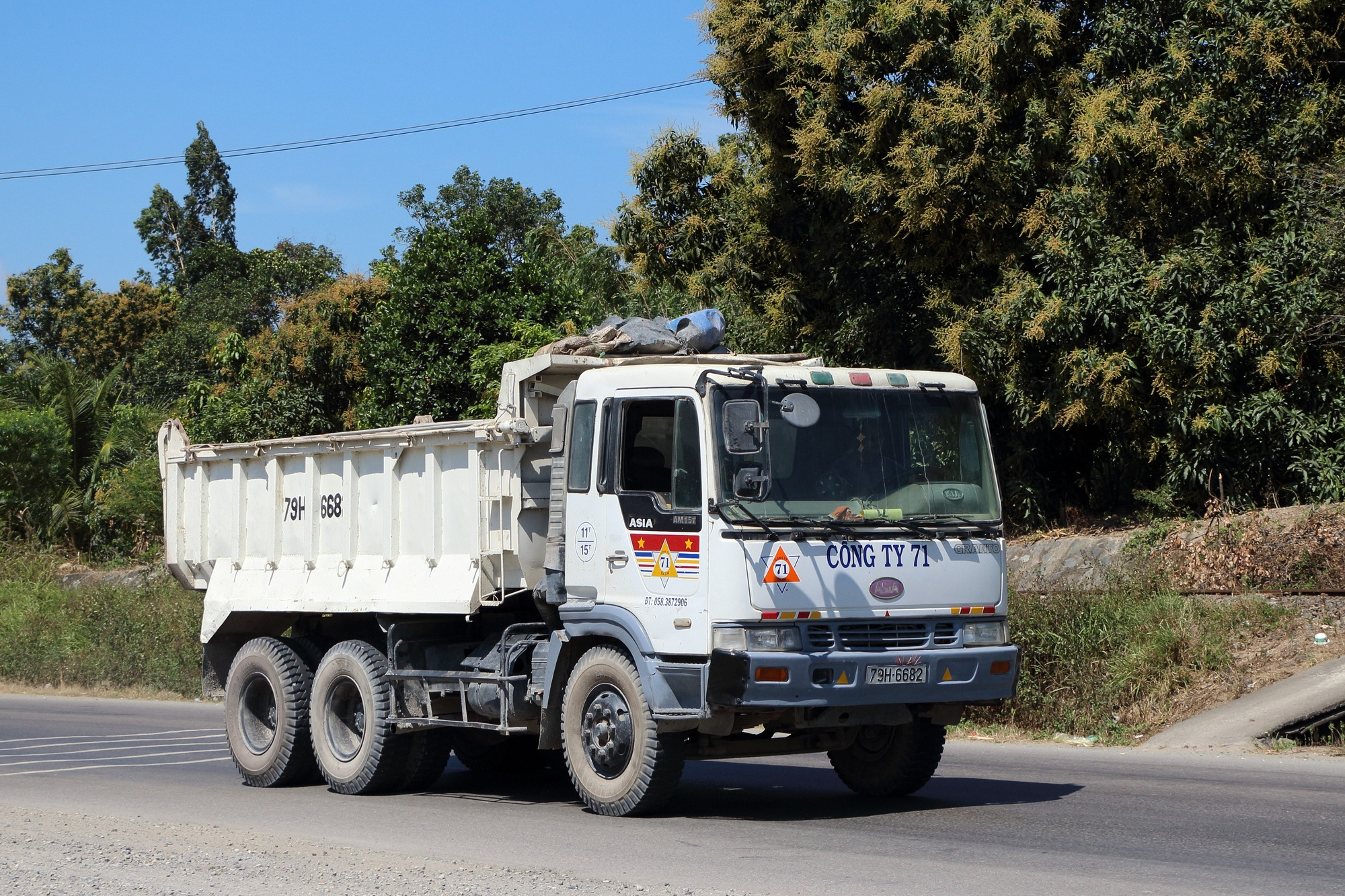
Asia Granto

- Asia Boxer, petit camion (CU 4 tonnes) à cabine avancée, version coréenne du Toyo Goyo Boxer, devenu Mazda, de 1968. Assemblé et commercialisé d'abord par Kia puis, après son rachat, par Asia Motors à partir de juin 1984.
- Asia Granto (AM), version coréenne du camion lourd Hino Profia, lancé en 1995,
- Asia série AM, version coréenne du camion lourd Hino Super Dolphin, lancé en 1988,
- Asia série T8 AMC
- Asia série CP

### Véhicule militaire

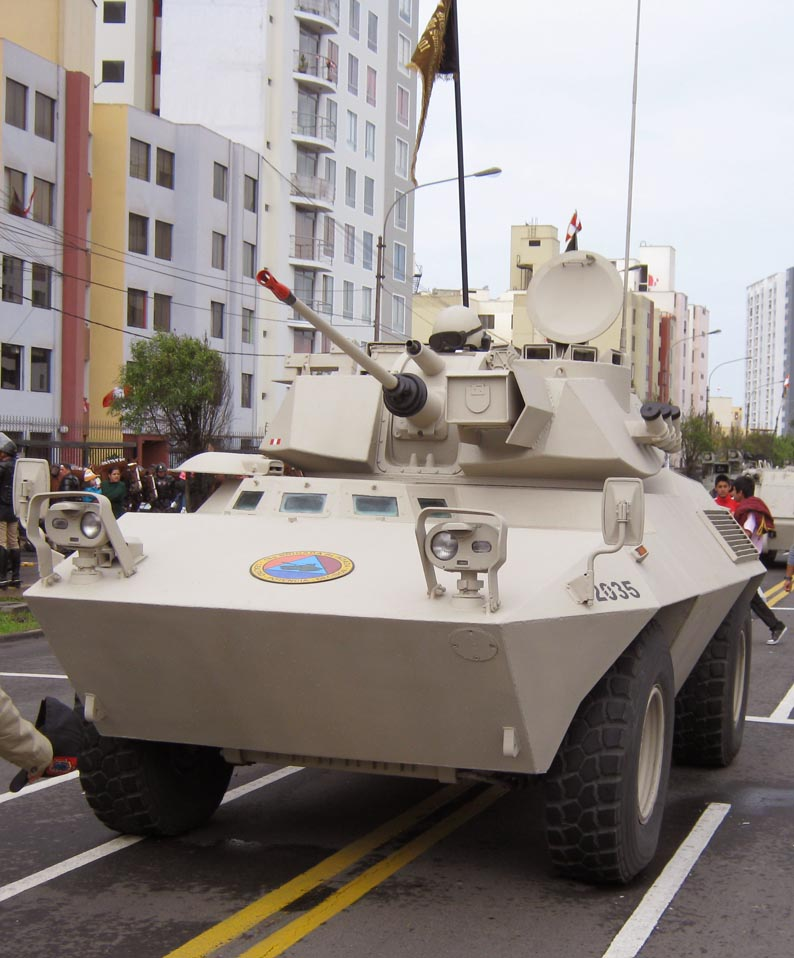
Fiat-6616 (en 2011)

- KM900, versions coréennes des Fiat CM 6614 et Fiat CM 6616 produites localement sous licence[10]. Le KM900 comprend 2 versions blindées amphibies à 4 roues motrices : l'une est destinée au transport de troupes, l'autre est équipée d'un canon de 20 mm OTO Melara.
- KM901, version coréenne du Fiat CM 6614 équipé d'une lame de bulldozer à l'avant.

### Autres
- Tracteurs agricoles Massey Fergusson 362A et 390A